# ガジ・ガジエフ
ガジ・ムスリモヴィチ・ガジエフ（ロシア語: Гаджи Муслимович Гаджиев、ロシア語ラテン翻字: Gadzhi Muslimovich Gadzhiev、1945年10月28日 - ）は、ロシア・ダゲスタン共和国出身 の元サッカー選手、サッカー指導者。

## 来歴

### ソ連時代
ダゲスタン自治ソビエト社会主義共和国ブイナクスク出身。スパルタク・ハサヴュルトでユース年代を過ごす。
その後、レニングラードの2クラブ、スパルタク・レニングラードとスコロホート・レニングラードでプレーするものの、1965年に極度の近視を理由に若くして現役引退した。
その後はスパルタク・ハサヴュルトでコーチ経験を積んだ後、1973年ディナモ・マハチカラ監督に就任、1975年にはダゲスタンのリーグで優勝した。退任後はモスクワの大学で スポーツ心理学とトレーニングを学び、教育学の博士号を取得。そのままモスクワに留まり1980年からCSKAモスクワでコーチとして活躍した。

### ソ連/ロシア代表
一方、1978年からソビエト連邦代表スタッフ入りし、A代表や五輪代表のアシスタントコーチ、ナショナルトレセンの代表者やU-19およびU-16監督などを歴任する。
ソビエト連邦の崩壊後の1992年独立国家共同体(CIS)代表、1992年バルセロナオリンピックEUN代表、1992年からのロシアでも代表コーチの職にあり、20年近く代表スタッフとして活躍した。その間コーチとして、1987年ワールドジュニアユース優勝、1988年欧州選手権準優勝、同年ソウルオリンピック金メダル獲得などに貢献した。

### ロシア以降
1999年、当時トップディヴィジョン（2部リーグ）だったFCアンジ・マハチカラの監督に就任するといきなり優勝してトップリーグ（1部リーグ）へ昇格。さらに翌シーズンには4位入賞を果たしてUEFAカップ出場権を獲得、同年にはロシア最優秀監督に選出された。
2002年、その実績を買われヴァレリー・ニポムニシから推薦を受け、Jリーグ・サンフレッチェ広島の監督に就任。しかし自身初の海外での指揮であったこともあり、チームとのコミュニケーション不足からチーム方針の相違や補強の失敗や選手との軋轢を生み、さらに主力の長期離脱や不調もあいまってチームは下位に低迷した。同年7月、シーズン途中に事実上解任された。
2003年、プレミアリーグから1部リーグに降格した古巣・アンジの監督に復帰 するものの昇格を果たせず1年で退団。翌2004年からクリリヤ・ソヴェトフ・サマーラ監督を務め、同年のロシア・カップでは準優勝した。
2007年5月からサトゥルン・ラメンスコーエ監督に就任すると下位に低迷していたチームをいきなり5位にまで上げ、チームを初のUEFAインタートトカップ出場に導く。同シーズンロシア最優秀監督となる。翌2008年は下位に低迷し、8月にロシアカップで早期敗退したのを機に解任された。
2010年、7年ぶりにアンジの監督に復帰する。翌2011年1月、チームは大富豪スレイマン・ケリモフがオーナーとなり、ロベルト・カルロスやサミュエル・エトーらビッグネームを獲得、同年9月にチーム成績が平凡なことから監督にもビックネームを招集することが決定しガジエフは解雇された。
2012年6月、この年からリーグ秋冬制となるロシア・プレミアリーグのFCヴォルガ・ニジニ・ノヴゴロド監督に就任した。同年12月、引き抜かれる形で同リーグのクリリヤ・ソヴェトフ監督に復帰した。
2013年8月、2年ぶりにアンジの監督に復帰、4度目の就任となった。このシーズン、アンジは緊縮財政で挑んでおりエトオやウィリアン、ラッサナ・ディアッラ、ラシナ・トラオレなど主力が移籍売却された中での監督就任だった。結果、一度も浮上することなく最下位に沈み、シーズン終了後ファーストディヴィジョン（2部）に降格、2014年5月責任を取る形で辞任した。
2015年、FCアムカル・ペルミは成績不振からスラヴォルユブ・ムスリン監督を解任し、後任としてガジエフが監督に就任した。

## 監督成績
| 年度 | チーム             | 所属 | 大会名 | 試合数 | 勝点 | 勝利 | 引分 | 敗戦 | 順位 | ナビスコ杯     | 天皇杯 |
| ---- | ------------------ | ---- | ------ | ------ | ---- | ---- | ---- | ---- | ---- | -------------- | ------ |
| 2002 | サンフレッチェ広島 | J1   | 1st    | 8      | 7    | 2    | 1    | 5    | -位  | 予選リーグ敗退 | -      |

## ギャラリー

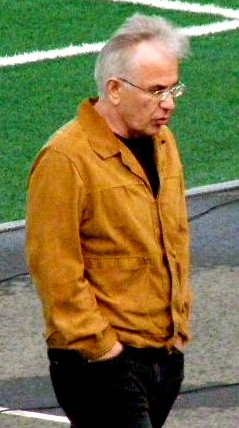
2008年サトゥルン時代
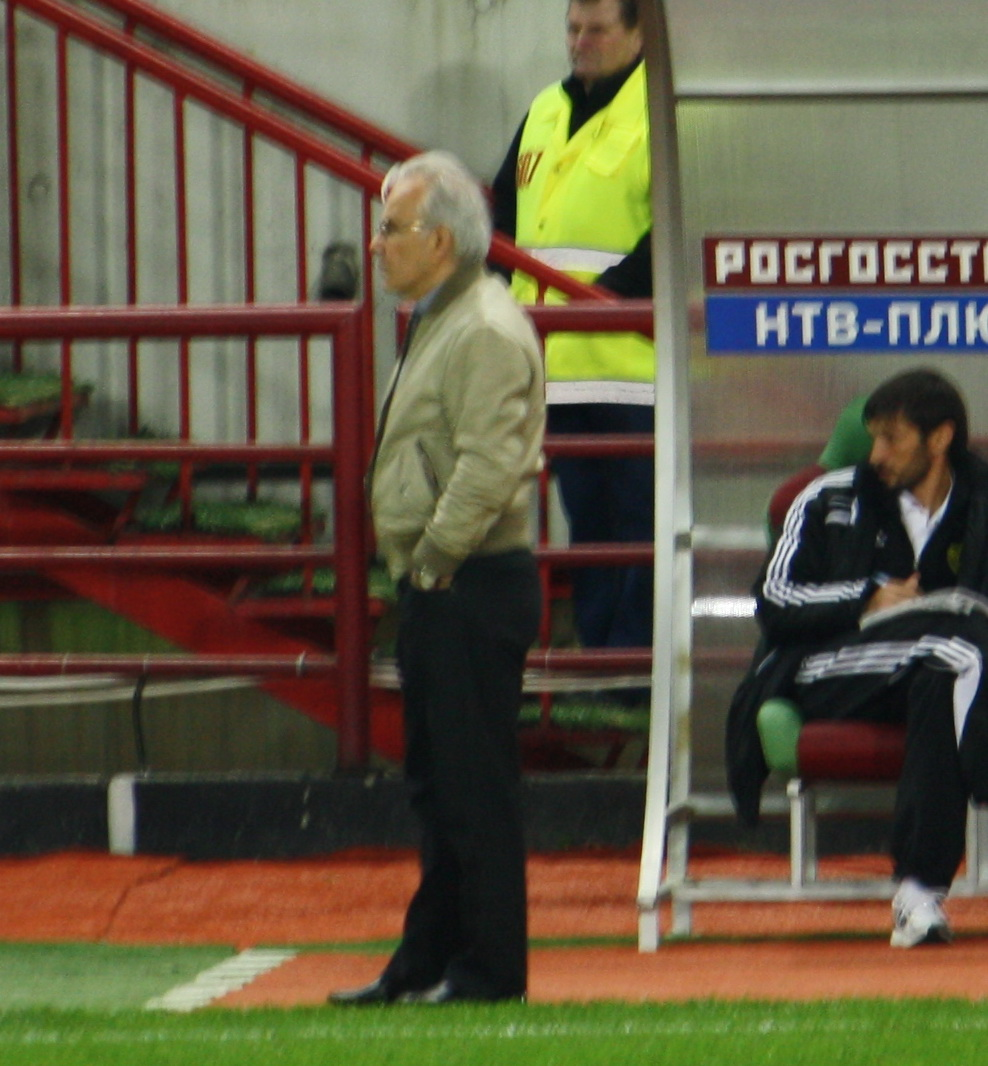
2010年アンジ時代
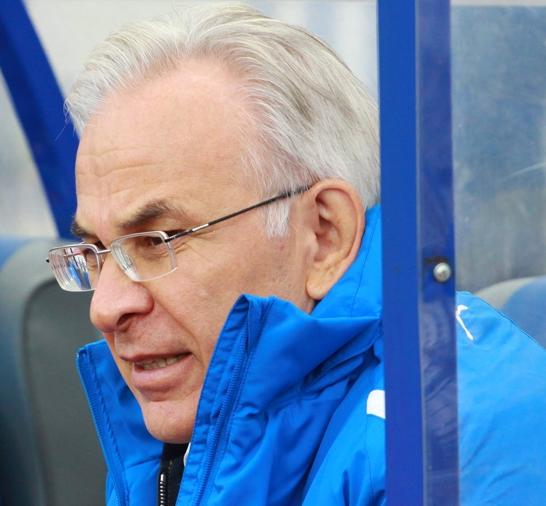
2012年ヴォルガ時代